# لبيع الحرب
لبيع الحرب هو فيلم وثائقي بث لأول مرة في ديسمبر 1992 على قناة هيئة الإذاعة الكندية كجزء من برنامج المجلة الإخبارية العقار الخامس. البرنامج من إخراج وإنتاج نيل دوشرتي.
يصف التقرير حملة العلاقات العامة مواطنون من أجل الكويت الحرة الرامية إلى إثارة المشاعر في الولايات المتحدة لصالح القيام بحرب الخليج الثانية مع التركيز على قصة الطفلة نيرة التي كانت في الواقع نيرة الصباح ابنة سفير الكويت إلى الولايات المتحدة سعود الناصر الصباح. كانت شهادتها السيئة السمعة حول الجنود العراقيين الذين يزيلون الأطفال من الحاضنات والتي تم نشرها على نطاق واسع نتيجة للتدريب من قبل شركة العلاقات العامة هيل ونولتون.

## الجوائز
- 1993 - مهرجان السينما الأمريكية والفيديو - الشريط الأزرق
- 1993 - جوائز الجمعية الكندية للصحفيين لتقارير التحقيقات - جائزة كاج - فئة شبكة التلفزيون
- 1993 - مهرجانات نيويورك - الميدالية البرونزية
- 1992 - مهرجان كولومبوس الدولي للسينما والفيديو - جائزة كريس
- 1992 - مهرجان كولومبوس الدولي للسينما والفيديو - لوحة برونزية
- 1992 - جوائز إيمي الدولية - جائزة إيمي الدولية الوثائقية
- 1992 - مهرجان يوركتون للفيديو الفيلم القصير - جائزة الشيف الذهبي - أفضل فيلم وثائقي

## وصلات خارجية
- لبيع الحرب على موقع IMDb (الإنجليزية)